# Sant'Elisabetta dei Fornari
Sant'Elisabetta dei Fornari, även benämnd Sant'Elisabetta dei Fornari Tedeschi, var en kyrkobyggnad i Rom, helgad åt den heliga Elisabet av Ungern. Kyrkan var belägen vid Sant'Andrea della Valle i Rione Parione.

## Kyrkans historia
Den ursprungliga kyrkan på denna plats uppfördes i början av 1500-talet av en sammanslutning av tyska bagare, fornari, bosatta i Rom. Dessa tillhörde den tyska kommuniteten i Rom och inrättade även ett härbärge för sina landsmän. I mitten av 1600-talet byggdes kyrkan om och gavs en barockdräkt efter ritningar av Girolamo Rainaldi. Den ellipsformade interiören hyste en freskcykel utförd av Alessandro Salucci.
Kyrkan Sant'Elisabetta dei Fornari revs år 1886 i samband med dragningen av Corso Vittorio Emanuele II och anläggandet av Largo dei Chiavari.
Inskriptionen ovanför kyrkans ingångsportal löd: SODALITAS PISTORVM NATIONIS GERMANICAE AEDEM VISITATIONIS B. M. V. COLLABENTEM DIRVIT NOVAM DENVO A FVNDAMENTIS EXTRVXIT A. D. MDCXLV.